# Markus Fothen
Markus Fothen, né le 9 septembre 1981 à Neuss, est un coureur cycliste allemand. Professionnel de 2004 à 2013, il a commencé sa carrière au sein de l'équipe allemande Gerolsteiner. En 2009, il rejoint la Milram, à la suite de l'arrêt de la Gerolsteiner. Et à la suite également de l'arrêt de Milram, il termine sa carrière au sein de l'équipe NSP-Ghost entre 2011 et 2013.

## Biographie
En 2001, Markus Fothen participe aux championnats du monde à Lisbonne au Portugal. Il y prend la septième place du contre-la-montre des moins de 23 ans. Après avoir été champion d'Allemagne du contre-la-montre espoirs, il y participe à nouveau en 2002, à Zolder en Belgique, et se hisse à la cinquième place. En 2003, il remporte les titres de champion d'Allemagne du contre-la-montre espoirs et de la course de côte, de champion d'Europe et de champion du monde du contre-la-montre espoirs.
Il devient coureur professionnel en 2004 dans l'équipe allemande Gerolsteiner. Son frère Thomas l'y rejoint en 2006. En 2004, il gagne le Grand Prix de la Forêt-Noire. L'année suivante, il se classe douzième du Tour d'Italie, son premier grand tour. En 2006, il est 15e du Tour de France tandis que l'année suivante, il se classe deuxième d'une étape arrivant à Castelsarrasin. 
En 2008, l'équipe Gerolsteiner disparaît. Les frères Fothen rejoignent l'équipe Milram, en compagnie d'autres coureurs de Gerolsteiner.
Markus Fothen commence la saison 2010 en prenant la dixième place du Tour Down Under. Fin 2010, faute de proposition de contrat à la suite de la dissolution de l'équipe Milram, il envisage de redescendre en amateur et reprendre la porcherie de ses parents, dans la région de Neuss à l'ouest de la Rhur. À la fin du mois de février 2011, il rejoint en compagnie de son frère Thomas l'équipe continentale NSP-Ghost
Il ne parvient plus alors à retrouver son niveau des années 2005 à 2008.
En juillet 2013, il avoue avoir pris du viagra au cours de sa carrière pour optimiser ses performances et annonce, par la même occasion la fin de sa carrière. Ce produit n'étant pas inscrit sur la liste des produits interdits de l'Agence mondiale antidopage, le coureur n'est donc pas considéré comme "dopé".

## Palmarès

### Palmarès par année
| - 1998 - 3e du Circuito Cántabro Junior - 1999 - 5e étape du Tour de la région de Łódź - 2e du championnat du monde de poursuite par équipes juniors - 2e du championnat d'Allemagne sur route juniors - 2e du Tour de la région de Łódź - 2001 - 2e du Tour de Berlin - 5e du championnat d'Europe du contre-la-montre espoirs - 7e du championnat du monde du contre-la-montre espoirs - 2002 - Champion d'Allemagne du contre-la-montre espoirs - Ronde de l'Isard : - Classement général - 2e étape - 5e du championnat d'Europe du contre-la-montre espoirs - 2003 - Champion du monde du contre-la-montre espoirs - Champion d'Europe du contre-la-montre espoirs - Champion d'Allemagne du contre-la-montre espoirs - Champion d'Allemagne de course de côte - 2e du Grand Prix de Francfort espoirs - 2e de la Ronde de l'Isard - 7e du championnat du monde sur route espoirs | - 2004 - Grand Prix de la Forêt-Noire - 3e du LuK Challenge (avec Sebastian Lang) - 2005 - Eindhoven Team Time Trial (avec Gerolsteiner) - 2e du Circuit de la Sarthe - 2e du LuK Challenge (avec Sebastian Lang) - 2006 - LuK Challenge (avec Sebastian Lang) - 2007 - 1re étape du Tour de Romandie - 2008 - 5e étape du Tour de Suisse - 5e étape du Regio-Tour - 2e du Regio-Tour - 4e de Tirreno-Adriatico - 8e du Tour de Suisse - 2010 - 10e du Tour Down Under - 2011 - 3e du Tour de Grèce |  |

### Résultats sur les grands tours

#### Tour de France
4 participations
- 2006 : 14e
- 2007 : 34e
- 2008 : 33e
- 2009 : 125e

#### Tour d'Italie
3 participations
- 2005 : 12e
- 2009 : 110e
- 2010 : 102e

#### Tour d'Espagne
3 participations
- 2006 : abandon (12e étape)
- 2007 : 105e
- 2010 : non-partant (11e étape)

### Classements mondiaux
| Année                  | 2005 | 2006 | 2007 | 2008 | 2009 | 2010 | 2011 | 2012 |
| ---------------------- | ---- | ---- | ---- | ---- | ---- | ---- | ---- | ---- |
| Classement ProTour     | 115e | 130e | 129e | 69e  |      |      |      |      |
| Calendrier mondial UCI |      |      |      |      | 209e | 205e |      |      |
| UCI Asia Tour          |      |      |      |      |      |      | 315e |      |
| UCI Europe Tour        |      |      |      |      |      |      | 529e | 890e |